# Hilda Simms
Hilda Simms (née Moses; 15 de abril de 1918 – 6 de febrero de 1994) fue una actriz de teatro estadounidense, conocida por su papel protagónico en Broadway en Anna Lucasta.

## Primeros años
Hilda Simms nació como Hilda Moses en Mineápolis, Minnesota, una de nueve hermanos. Era hija de Emile y Lydia Moses, católicos de ascendencia criolla.
Cuando Simms protagonizó el éxito de Broadway Anna Lucasta, aclamada por la crítica, su madre Lydia se negó a asistir a la obra en Broadway, afirmando que no vería a su hija interpretar a una prostituta, ya que no la había educado de esa manera. Simms y sus hermanos se criaron como devotos católicos en Minneapolis y cada mañana caminaban varios kilómetros hasta la escuela para ir a la Basílica de Santa María, en las afueras de Mineápolis.
Antes de convertirse en actriz, Simms planeaba ser profesora. Estudió arte dramático en la Universidad de Minnesota antes de que la falta de fondos la obligara a dejarlo.

## Carrera

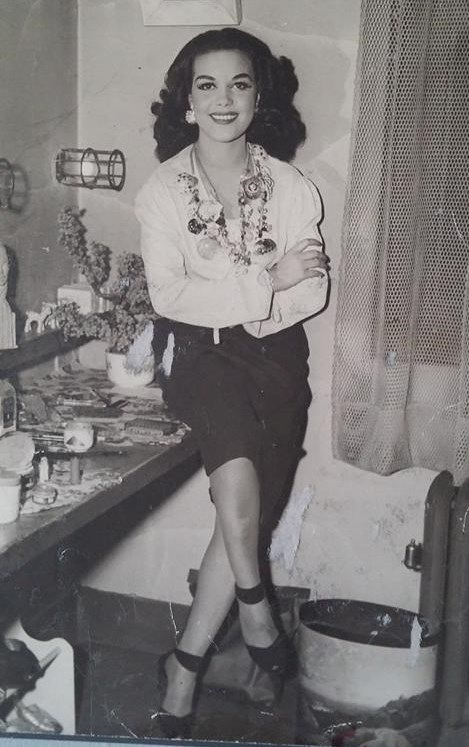
Hilda Simms detrás del escenario en Broadway

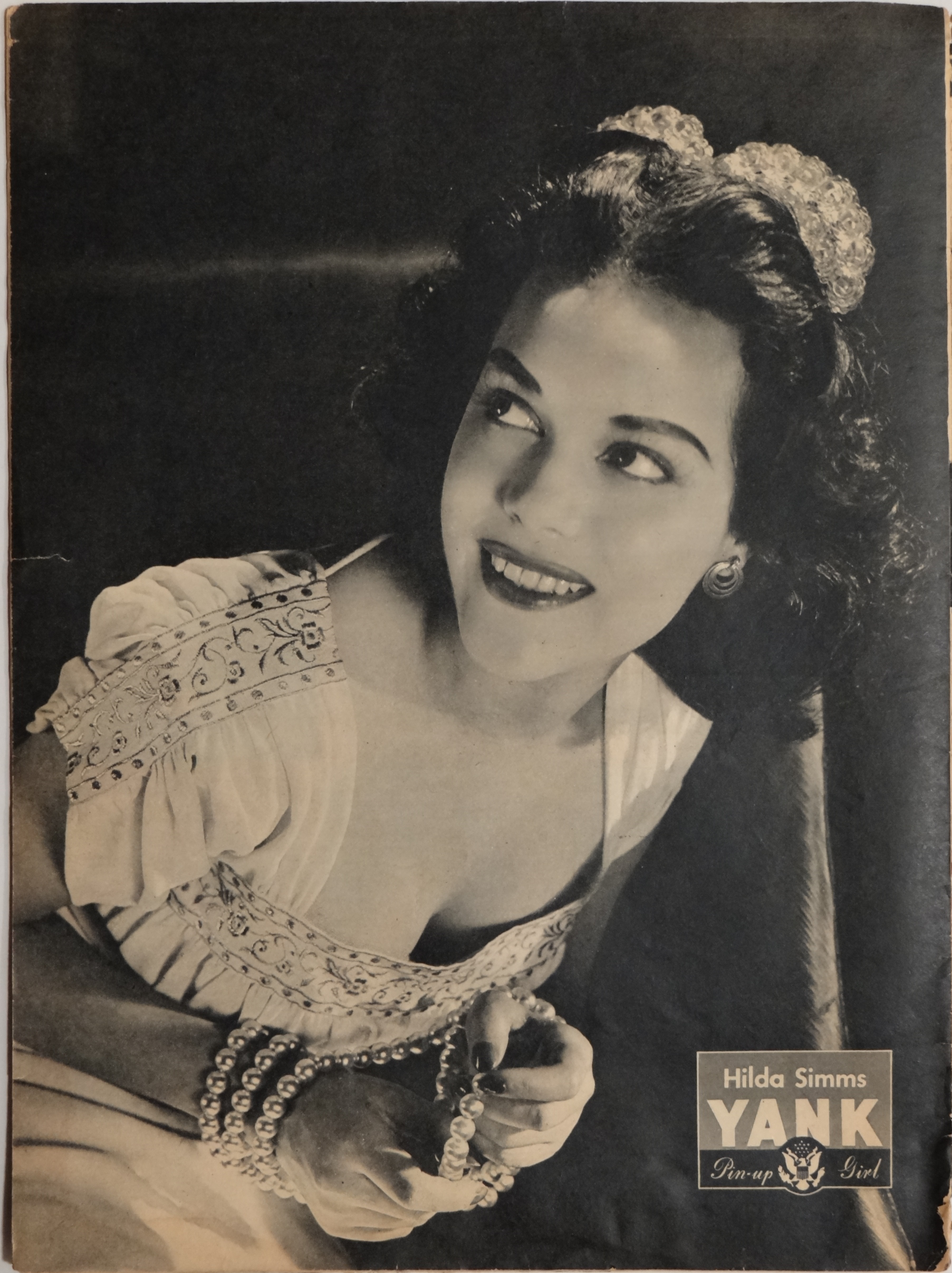
Hilda Simms in Yank, the Army Weekly (febrero de 1945)

Simms se trasladó a Nueva York, donde actuó en radionovelas y se hizo miembro del American Negro Theater, donde adquirió experiencia como actriz profesional. Allí trabajó en efectos de sonido, atrezzo y publicidad mientras aprendía su nuevo oficio. En Nueva York conoció y se casó con William Simms, con quien adoptó el apellido. El matrimonio acabó en divorcio, aunque mantuvo el apellido Simms como nombre profesional.
En 1943, Simms debutó en el papel principal de la obra de Philip Yordan, Anna Lucasta. Yordan había escrito originalmente la obra para un reparto exclusivamente blanco, pero el espectáculo causó un gran revuelo cuando lo produjo el American Negro Theater. La producción se trasladó a Broadway en 1944, donde se convirtió en uno de los primeros dramas protagonizados por actores afroamericanos en obras que exploraban temas no relacionados con la raza. Cuando la obra realizó una gira por el extranjero, Simms siguió interpretando a Anna Lucasta mientras disfrutaba de una carrera como cantante en clubes nocturnos de París bajo el nombre de Julie Riccardo.
Durante la gira británica de la obra en 1947, Simms conoció y se casó con el veterano actor estadounidense Richard Angarola. La pareja regresó a Estados Unidos en la década de 1950 y Simms se embarcó en una prometedora carrera cinematográfica que se vio truncada.
En 1950, Simms recibió elogios de la crítica en Londres cuando actuó en una reposición de The Gentle People en el Embassy Theatre.
Su primer papel fue como coprotagonista del campeón de boxeo de los pesos pesados Joe Louis. Intérpreto a la esposa del boxeador en The Joe Louis Story (1953). En 1954, interpretó a Anne, una simpática chica de barrio, en Black Widow, una película de suspense en CinemaScope de Nunnally Johnson. Sin embargo, cuando su carrera parecía ir viento en popa, se convirtió en víctima de la lista negra de Hollywood.
El Departamento de Justicia de los Estados Unidos le denegó el pasaporte en 1955 y canceló su gira de 14 semanas por las Fuerzas Armadas en Europa, a pesar de que había entretenido a las tropas y realizado giras de War Bond durante la Segunda Guerra Mundial. La decisión del Departamento de Defensa se basó en especulaciones sobre su afiliación al Partido Comunista a finales de los años treinta y principios de los cuarenta. Esa decisión le hizo perder docenas de oportunidades y evaporó cualquier posibilidad de una carrera cinematográfica. En 1960, escribió un artículo titulado "I'm No Benedict Arnold", en el que contaba su versión de los hechos.
En 1958, interpretó a Blanche Du Bois en una producción off-Broadway de A Streetcar Named Desire. Al año siguiente, interpretó el mismo papel con un reparto totalmente blanco en una producción de verano de Streetcar en el Peninsula Playhouse de Fish Creek, Wisconsin.
En otoño de 1959, Simms creó un espectáculo unipersonal dirigido al público universitario. Sus planes incluían "lecturas de cartas de amor de cortesanas famosas y de la mejor poesía del mundo", y esperaba que las representaciones llevaran al desarrollo de una compañía de repertorio compuesta por aproximadamente una docena de actores profesionales negros.

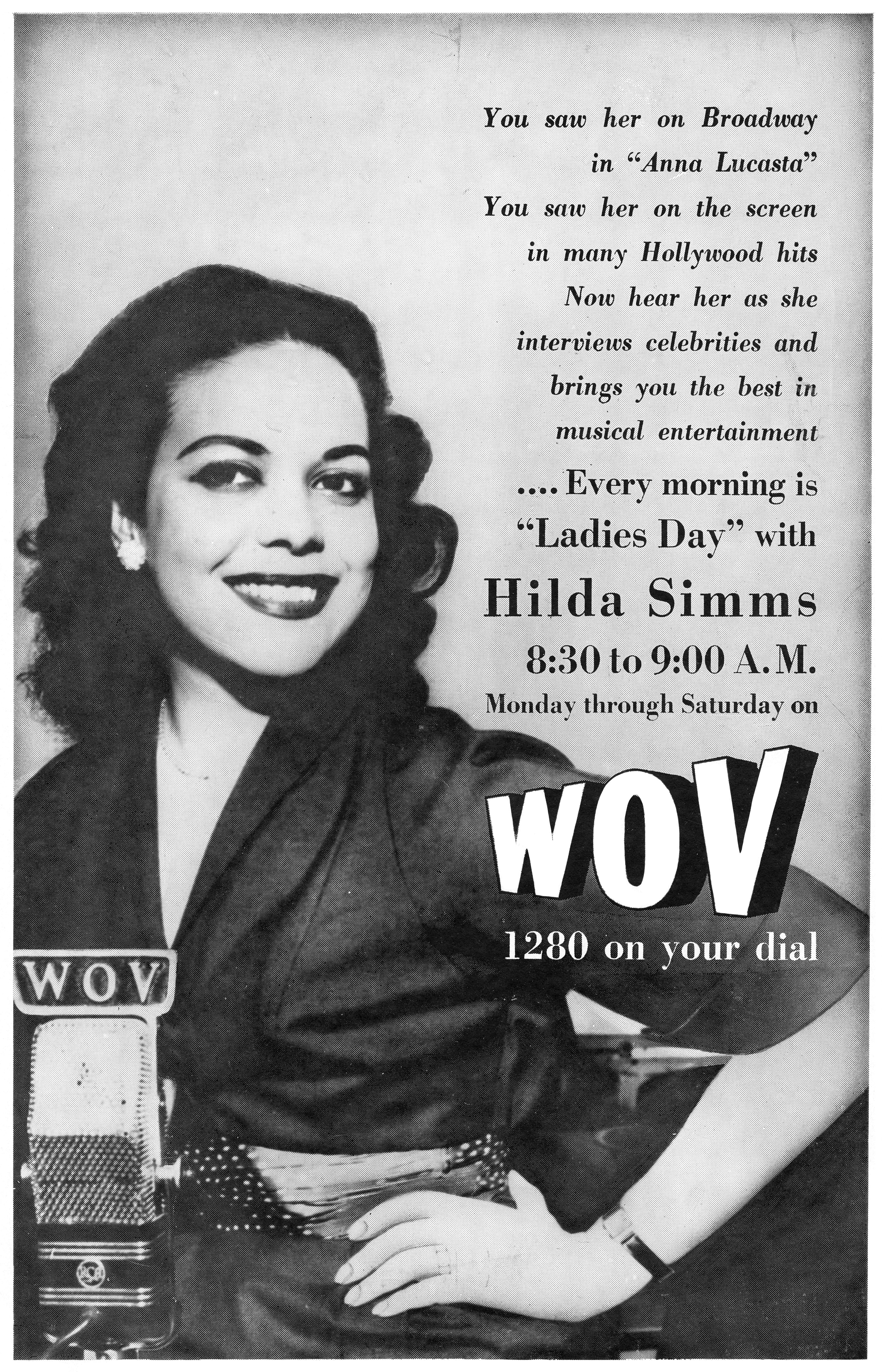
Anuncio del programa de radio matinal de Simms, Ladies Day, en Nueva York.

Simms continuó su carrera teatral en producciones como The Madwoman of Chaillot. También actuó en Broadway en The Cool World (1960) y Tambourines to Glory (1963). Interpretó a Miss Ayres en la serie de televisión The Nurses, y presentó su propio programa de radio, titulado Ladies Day, en la emisora WOV de Nueva York. Narró, junto con Frederick O'Neal, el disco educativo "Great Negro Americans", escrito y producido por Alan Sands. También participó activamente en movimientos políticos y fue directora de artes creativas de la New York State Human Rights Commission. Con el tiempo cumplió su sueño original de convertirse en profesora y obtuvo un máster en educación en el City College de Nueva York.

## Muerte
Hilda Simms murió en Búfalo, Nueva York, a los 75 años, por un cáncer de páncreas.